# Quartet per a flauta núm. 1 (Mozart)
El Quartet amb flauta núm. 1 en re major, K. 285, de Wolfgang Amadeus Mozart és el primer dels dos quartets escrits per al flautista aficionat Ferdinand Dejean. Compost a Mannheim, el va acabar la vigília de Nadal del 1777; és el més important dels quatre quartets per a flauta. El conjunt instrumental està format per una flauta, un violí, una viola i un violoncel.
Mozart no tenia una gran estimació per la flauta en part provocat pels seus problemes d'afinació. No obstant, va escriure diverses obres d'alta qualitat per a l'instrument. La inspiració necessària va arribar cap al 1777 gràcies al cirurgià holandès Ferdinand Dejean, un flautista aficionat. Va encarregar a Mozart la composició d'alguns concerts i quartets per a flauta i va acordar la important suma de 200 florins. Mozart, distret per altres composicions, es va demorar i no acabava de complir amb els termes de l'acord. Conseqüentment, De Jean només pagà a Mozart 96 florins.

## Anàlisi musical
Consta de tres moviments:
1. Allegro, en compàs 4/4.
2. Adagio, en si menor i compàs 3/4.
3. Rondeau: [Allegro], en compàs 2/4.

El distingit Adagio en si menor, és una romàntica cançó de trobadors que, en la brevetat dels seus trenta-cinc compassos, suggereix el futur moviment lent del Concert per a piano en la major (K. 488). Conté una agradable barreja de bon humor amb un toc intrigant de pathos.
Ludwig van Beethoven va agafar material del primer moviment per al seu Duet per a clarinet i fagot de 1792.

## Audició
Interpretació de Felix Skowronek (flauta) i el Philadelphia Quartet
| Quartet per a flauta núm. 1 en re major, K. 285 | Quartet per a flauta núm. 1 en re major, K. 285 |
| ----------------------------------------------- | ----------------------------------------------- |
| 1. Allegro                                      |                                                 |
|                                                 |                                                 |
|                                                 |                                                 |
|                                                 |                                                 |
| 2. Adagio                                       |                                                 |
|                                                 |                                                 |
|                                                 |                                                 |
|                                                 |                                                 |
| 3. Rondeau: Allegro                             |                                                 |
|                                                 |                                                 |
|                                                 |                                                 |
|                                                 |                                                 |

## Edicions
Actualment, n'hi ha diverses edicions. La de G. Schirmer fou editada per Louis Moyse, mentre que Jean-Pierre Rampal va editar la d'International Music's. Entre aquestes dues edicions s'observen algunes discrepàncies: Moyse inclou nombroses lletres d'assaig al llarg de la partitura, però Rampal només inclou tres en el primer moviment. D'altra banda, Rampal presenta moltes notes de menor grandària que tenen una mida estàndard en l'edició de Moyse. També s'observen grans diferències en l'articulació entre ambdues edicions. La peça ha estat també arranjada per a flauta i guitarra.